# 卢瓦尔河畔米德
卢瓦尔河畔米德（法語：Muides-sur-Loire，法語發音：[mɥid syʁ lwaʁ]）是法国卢瓦-谢尔省的一个市镇，属于布卢瓦区。

## 地理
卢瓦尔河畔米德（47°40'8"N, 1°31'41"E）面积9.15 平方千米，位于法国中央-卢瓦尔河谷大区卢瓦-谢尔省，该省份为法国中北部省份，北起厄尔-卢瓦省，东北接卢瓦雷省，东南接谢尔省，南至安德尔省，西南接安德尔-卢瓦尔省，西北接萨尔特省。
与卢瓦尔河畔米德接壤的市镇（或旧市镇、城区）包括：库尔布宗、尚博尔、卢瓦尔河畔圣迪耶、圣洛朗-努昂、叙埃夫尔。

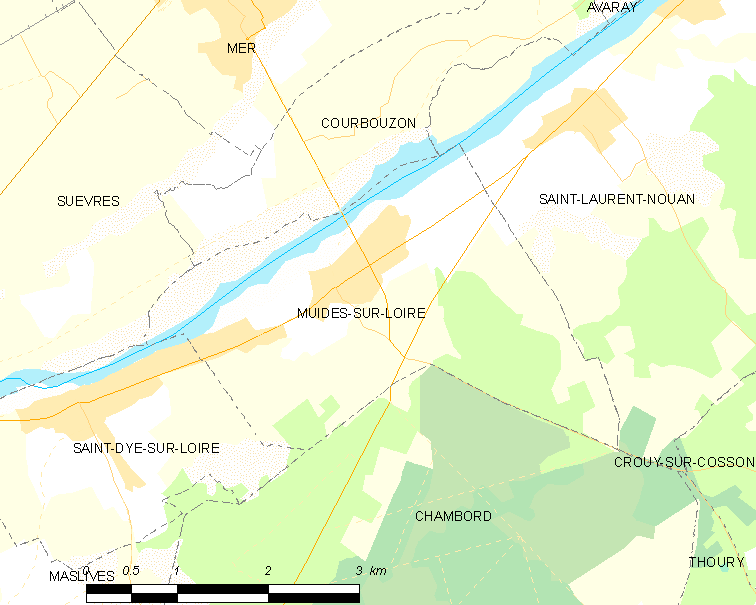
卢瓦尔河畔米德的OSM定位图

卢瓦尔河畔米德的时区为UTC+01:00、UTC+02:00（夏令时）。

## 行政
卢瓦尔河畔米德的邮政编码为41500，INSEE市镇编码为41155。

## 政治
卢瓦尔河畔米德所属的省级选区为拉博斯县。

## 人口

1962-2008年间卢瓦尔河畔米德人口变化图示

卢瓦尔河畔米德于2022年1月1日时的人口数量为1250人。